# Battaglia dei Caraibi
La battaglia dei Caraibi fu combattuta tra il 1942 e il 1943 tra le forze navali alleate, composte da unità navali statunitensi, cubane, britanniche, olandesi, contro la flotta sottomarina tedesca e italiana nell'omonimo tratto di mare.

## Forze in campo

### Vichy
La Francia di Vichy non prese mai parte a nessuna operazione nel teatro, la flotta francese di stanza nell'isola di Martinica era composta dalla portaerei Béarn, dagli incrociatori leggeri Émile Bertin e Jeanne d'Arc, dagli incrociatori ausiliari Barfleur e Quercy, dalla petroliera Var e dell'avviso Ville d'Ys.

## La battaglia
L'azione delle forze sottomarine tedesche si svolse nel quadro dell'Operazione Paukenschlag, ossia l'attacco alla flotta mercantile alleata lungo le coste del Nord e del Centro America; esse, composte da «mute» di U-Boot Tipo IX, ed armate con più versatili siluri, avevano lo scopo di limitare od impedire l'afflusso di rifornimenti verso le forze alleate impegnate in Europa e, in particolare, a sabotare i rifornimenti di petrolio e di alluminio in partenza dai porti del Texas, del centro America e dalle raffinerie di Aruba, Curaçao (Antille Olandesi) e Trinidad.
Dopo i primi successi causati dalla sorpresa e dall'inesperienza dei comandanti americani, i sommergibili tedeschi riuscirono ad affondare 400 navi mercantili finché, con l'aumento dei mezzi e delle tecnologie (radar, Beacon per alta frequenza, bombe di profondità) a disposizione per il pattugliamento e il miglioramento delle tattiche di lotta antisommergibile da parte degli Alleati, gli attacchi al naviglio Alleato furono gradualmente ridotti finché, dopo la perdita di 17 unità e la diminuzione dei sommergibili a disposizione in Germania, l'ammiraglio Dönitz ordinò il definitivo ritiro del naviglio tedesco da quel teatro nel luglio 1943.